# Associazione Sportiva Dilettantistica Cascina
L'Associazione Sportiva Dilettantistica Cascina, meglio nota come Cascina, è stata una società calcistica italiana con sede nella città di Cascina, in Provincia di Pisa. Raccoglieva l'eredità del Gruppo Sportivo Mobilieri Cascina. Nella sua ultima stagione prima dello scioglimento, ha militato in Serie D.

## Storia
Per molti anni a cavallo dei campionati dilettantistici, ha partecipato ai campionati di Serie C 1946-47 e 1947-48.
Alla fine della stagione 1958-59 la squadra conquista il titolo nazionale del Campionato Dilettanti. La finale, vinta 2-1 contro l'Us Azzurra Sandrigo, si disputò il 29 giugno 1959 allo Stadio Flaminio di Roma, appena inaugurato in vista dei Giochi della XVII Olimpiade. Nonostante la vittoria sportiva però, il G.S. Mobilieri Cascina non soddisfò i criteri finanziari che in quell'anno la FIGC richiedeva per la promozione in D, e quindi la squadra fu mantenuta nei campionati regionali fino al termine della stagione 1965-66 quando, ultima in classifica, cessò la propria attività.
La nuova società dell'U.S.D. Cascina ha militato in Prima Categoria fino al 1985, anno in cui vinse il campionato, salendo così in Promozione Toscana.
Nella Promozione Toscana 1992-1993 il Cascina ottenne un nuovo salto di categoria ed i nerazzurri militano così in Eccellenza Toscana fino alla vittoria di tale campionato nella stagione 1997-1998. Al Cascina Calcio venne conferita la Stella al merito sportivo 1995. La permanenza dei cascinesi nel CND durerà però una sola stagione. 
Il Cascina ha in seguito giocato per altri due anni in Eccellenza, fino alla nuova promozione nel massimo campionato dilettantistico nel 2001.
Quindi dal 2001 il Cascina ha militato nel campionato di Serie D, girone E, per sette anni consecutivi, ma dopo essere giunto al penultimo posto nel 2008 è retrocesso in Eccellenza Toscana, categoria nella quale ha militato fino al 2010 quando retrocede ulteriormente. Nel successivo campionato di Promozione Toscana 2010-2011 il Cascina ottiene la salvezza, mentre nella seguente stagione 2011-2012 pur partito senza grosse ambizioni il club nerazzurro riesce a vincere il campionato con due giornate di anticipo, ottenendo la promozione in Eccellenza Toscana. Ritornata in Promozione nella stagione successiva, la società cambia denominazione in Cascina Valdera A.S.D..
Al termine della stagione 2015-16 retrocede nel campionato di Prima Categoria.
Nella stagione 2018-19 vince la Coppa Italia Promozione Toscana e si qualifica per i playoff. Vince la Finale Playoff il 10 giugno 2019 e viene promossa in Eccellenza. Al termine della stagione 2020-21 dopo i Playoff viene promossa in Serie D, dove disputa una sola stagione e nel 2022 si trasferisce a Ponsacco. 

## Palmarès

### Competizioni regionali
- Eccellenza: 2

1997-1998 (girone A), 2020-2021 (girone A)
- Campionato Nazionale Dilettanti: 1

1958-1959 (girone C)
- Promozione: 1

2011-2012 (girone C)
- Prima Categoria: 1

1959-1960 (girone D)